# Laurence Olivier Awards 2006
Die 30. Laurence Olivier Awards 2006 wurden von der Society of London Theatre in London vergeben, um herausragende Theater- und Musicalproduktionen zu würdigen. Ausgezeichnet wurden Produktionen der Theatersaison 2005/2006.

## Hintergrund
Der Laurence Olivier Award (auch Olivier Award) ist ein seit 1976 jährlich vergebener britischer Theater- und Musicalpreis. Er gilt als höchste Auszeichnung im britischen Theater und ist vergleichbar mit dem Tony Award am amerikanischen Broadway. Verliehen wird die Auszeichnung von der Society of London Theatre. Ausgezeichnet werden herausragende Darsteller und Produktionen einer Theatersaison, die im Londoner West End zu sehen waren. Die Auszeichnungen hießen zunächst Society of West End Theatre Awards und wurden 1985 zu Ehren des renommierten britischen Schauspielers Laurence Olivier in Laurence Olivier Awards umbenannt. Die Nominierten und Gewinner der Laurence Olivier Awards „werden jedes Jahr von einer Gruppe angesehener Theaterfachleute, Theaterkoryphäen und Mitgliedern des Publikums ausgewählt, die wegen ihrer Leidenschaft für das Londoner Theater“ bekannt sind.

## Gewinner und Nominierte
| Bestes neues Theaterstück | Bestes neues Musical |
| --- | --- |
| - On the Shore of the Wide World von Simon Stephens – National Theatre Cottesloe - Coram Boy von Helen Edmundson – National Theatre Olivier - Harvest von Richard Bean – Royal Court Theatre - Paul von Howard Brenton – National Theatre Cottesloe | - Billy Elliot – Victoria Palace Theatre - Acorn Antiques – Theatre Royal Haymarket - The Big Life – Apollo Theatre |
| Beste Wiederaufnahme Theaterstück | Beste Wiederaufnahme Musical |
| - Hedda Gabler – Almeida Theatre / Duke of York’s Theatre - Death of a Salesman – Lyric Theatre - Don Carlos – Gielgud Theatre - Mary Stuart – Donmar Warehouse / Apollo Theatre | - Guys and Dolls – Piccadilly Theatre - H.M.S. Pinafore – Regent’s Park Open Air Theatre |
| Beste neue Comedy | Bestes Entertainment |
| - Heroes von Gérald Sibleyras und Tom Stoppard – Wyndham’s Theatre - Glorious von Peter Quilter – Duchess Theatre - Shoot the Crow von Owen McCafferty – Trafalgar Studios | - Something Wicked This Way Comes – Cambridge Theatre - Blue Man Group – New London Theatre - Ducktastic – Albery Theatre |
| Bester Darsteller Theaterstück | Beste Darstellerin Theaterstück |
| - Brian Dennehy als Willy Loman in Death of a Salesman – Lyric Theatre - Richard Griffiths als Henri in Heroes – Wyndham’s Theatre - Derek Jacobi als King Philip II in Don Carlos – Gielgud Theatre - Con O’Neill als Joe Meek in Telstar – New Ambassadors Theatre - David Threlfall als Michael in Someone Who’ll Watch Over Me – New Ambassadors Theatre                                                                                       | - Eve Best als Hedda Gabler Tesman in Hedda Gabler – Almeida Theatre / Duke of York’s Theatre - Clare Higgins als Linda Loman in Death of a Salesman – Lyric Theatre - Helen McCrory als Rosalind in As You Like It – Wyndham’s Theatre - Janet McTeer als Mary Stuart in Mary Stuart – Donmar Warehouse / Apollo Theatre - Harriet Walter als Elizabeth in Mary Stuart – Donmar Warehouse / Apollo Theatre |
| Bester Darsteller Musical | Beste Darstellerin Musical |
| - James Lomas, George Maguire und Liam Mower als Billy Elliot in Billy Elliot – Victoria Palace Theatre - Douglas Hodge als Nathan Detroit in Guys and Dolls – Piccadilly Theatre - Ewan McGregor als Sky Masterson in Guys and Dolls – Piccadilly Theatre | - Jane Krakowski als Miss Adelaide in Guys and Dolls – Piccadilly Theatre - Haydn Gwynne als Mrs. Wilkinson in Billy Elliot – Victoria Palace Theatre - Jenna Russell als Sarah Brown in Guys and Dolls – Piccadilly Theatre - Julie Walters als Mrs. Overall in Acorn Antiques – Theatre Royal Haymarket                                                                                                   |
| Beste Leistung in einer Nebenrolle Theaterstück | Beste Leistung in einer Nebenrolle Musical |
| - Noma Dumezweni als Ruth Younger in A Raisin in the Sun – Lyric Hammersmith Theatre - David Bradley als King Henry IV in Henry IV – National Theatre Olivier - Benedict Cumberbatch als George Tesman in Hedda Gabler – Almeida Theatre / Duke of York’s Theatre - Anne Reid als Kate Elliot in Epitaph for George Dillon – Comedy Theatre - Paul Ritter als Otis Gardiner in Coram Boy – National Theatre Olivier                                | - Celia Imrie als Miss Babs in Acorn Antiques – Theatre Royal Haymarket - Tameka Empson als Mrs. Aphrodite in The Big Life – Apollo Theatre - Tim Healy als Dad in Billy Elliot – Victoria Palace Theatre - Scarlett Strallen als Josephine in H.M.S. Pinafore – Regent’s Park Open Air Theatre |
| Bester Regisseur / Beste Regisseurin | Bester Choreograph / Beste Choreographin |
| - Richard Eyre für Hedda Gabler – Almeida Theatre / Duke of York’s Theatre - Stephen Daldry für Billy Elliot – Victoria Palace Theatre - Michael Grandage für Don Carlos – Gielgud Theatre - Phyllida Lloyd für Mary Stuart – Donmar Warehouse / Apollo Theatre - Melly Still für Coram Boy – National Theatre Olivier | - Peter Darling für Billy Elliot – Victoria Palace Theatre - Rob Ashford für Guys and Dolls – Piccadilly Theatre |
| Bester Bühnenbildner / Beste Bühnenbildnerin | Bester Kostümdesigner / Beste Kostümdesignerin |
| - Rob Howell für Hedda Gabler – Almeida Theatre / Duke of York’s Theatre - Ian MacNeil für Billy Elliot – Victoria Palace Theatre - Christopher Oram für Don Carlos – Gielgud Theatre | - Es Devlin für The Dog in the Manger – Playhouse Theatre - Rob Howell für Hedda Gabler – Almeida Theatre / Duke of York’s Theatre - Christopher Oram für Don Carlos – Gielgud Theatre - Anthony Ward für Mary Stuart – Donmar Warehouse / Apollo Theatre |
| Bester Lichtdesigner / Beste Lichtdesignerin | Bester Sounddesigner / Beste Sounddesignerin |
| - Paule Constable für Don Carlos – Gielgud Theatre - Rick Fisher für Billy Elliot – Victoria Palace Theatre - Howard Harrison für Guys and Dolls – Piccadilly Theatre - Hugh Vanstone für Mary Stuart – Donmar Warehouse / Apollo Theatre | - Paul Arditti für Billy Elliot – Victoria Palace Theatre - Terry Jardine und Chris Full für Guys and Dolls – Piccadilly Theatre - Christopher Shutt für Coram Boy – National Theatre Olivier |
| Herausragende Leistungen Ballett | Beste neue Ballettproduktion |
| - Pina Bausch für Nelken und Palermo, Palermo, Tanztheater Wuppertal – Sadler’s Wells Theatre - Das Ensemble für ihre Ballettsaison, Cuban National Ballet – Sadler’s Wells Theatre - Johan Kobborg in La Sylphide und The Lesson, The Royal Ballet – Royal Opera House - Russell Maliphant für Choreographie und Aufführung von PUSH – Sadler’s Wells Theatre                                                                                     | - PUSH – Sadler’s Wells Theatre - Constant Speed, Rambert Dance Company – Sadler’s Wells Theatre - Giselle, Fabulous Beast Dance Theatre – Barbican Centre - Zero Degrees, Akram Khan Company – Sadler’s Wells Theatre |
| Herausragende Leistungen Oper | Beste neue Opernproduktion |
| - Simon Keenlyside in 1984, The Royal Opera – Royal Opera House und Billy Budd, English National Opera – London Coliseum - Carolyn Choa für die Choreographie und Anthony Minghella für die Regie von Madama Butterfly, English National Opera – London Coliseum - Sarah Connolly in La clemenza di Tito, English National Opera – London Coliseum - David McVicar für die Regie von La clemenza di Tito, English National Opera – London Coliseum | - Madama Butterfly, English National Opera – London Coliseum - Billy Budd, English National Opera – London Coliseum - La clemenza di Tito, English National Opera – London Coliseum - On the Town, English National Opera – London Coliseum |
| Herausragende Theaterleistungen | |
| - Bloody Sunday: Scenes from the Saville Inquiry – Tricycle Theatre - Comfort Me with Apples – Hampstead Theatre - My Name Is Rachel Corrie – Royal Court Theatre - Laura Wade als Autor von Breathing Corpses – Royal Court Theatre und Colder Than Here – Soho Theatre | |

## Sonderpreise
| Kategorie                         | Preisträger  |
| --------------------------------- | ------------ |
| Sonderpreis der Society of London | Ian McKellen |

## Statistik

### Mehrfache Nominierungen
- 9 Nominierungen: Billy Elliot
- 8 Nominierungen: Guys and Dolls
- 6 Nominierungen: Don Carlos, Hedda Gabler und Mary Stuart
- 4 Nominierungen: Coram Boy
- 3 Nominierungen: Acorn Antiques, Death of a Salesman und La clemenza di Tito
- 2 Nominierungen: Billy Budd, Heroes, H.M.S. Pinafore, Madama Butterfly, PUSH und The Big Life

### Mehrfache Gewinne
- 4 Gewinne: Billy Elliot und Hedda Gabler
- 2 Gewinne: Guys and Dolls